# André Merkel
André Merkel (* 28. März 1967) ist ein ehemaliger deutscher Fußballspieler. In der höchsten Spielklasse des DDR-Fußballs, der Oberliga, spielte er für die BSG Fortschritt Bischofswerda.

## Sportliche Laufbahn
Im Sommer 1988 wechselt er innerhalb der zweitklassigen Liga von der BSG Aktivist Brieske-Senftenberg zur BSG Fortschritt Bischofswerda. Mit der Elf aus der Niederlausitz hatte er 1986/87 die Meisterschaft in der Cottbuser Bezirksliga gewonnen und sich dann in der Aufstiegsrunde für das ostdeutsche Unterhaus qualifiziert. In seiner ersten Ligasaison gehörte Merkel mit 13 Treffern für die Aktivist-Mannschaft zu den torgefährlichsten Akteuren der Staffel A.
In der Spielzeit 1988/89 gelang ihm dann mit Schiebock der Aufstieg in die ostdeutsche Elitespielklasse, wozu er mit neun Treffern in 30 Spielen als Stammspieler in der Offensive entscheidend beitrug. Mit der Fortschritt-Elf konnte Merkel in der Wendesaison der Oberliga 1989/90 die Klasse nicht halten.
Nach Mauerfall und vor der Wiedervereinigung nutzte der damals 23-jährige Kicker die Chance zum Wechsel in den Westen. Zunächst war er ab 1990 für den FV 09 Weinheim aktiv. Mit dem Team von der Bergstraße gelang ihm 1990/91 im DFB-Pokal eine große Sensation, als der drittklassige Amateur-Oberligist den Rekordmeister FC Bayern München mit den frisch gebackenen Weltmeistern Klaus Augenthaler, Jürgen Kohler und Stefan Reuter in der 1. Runde mit 1:0 besiegte.
In der Saison 1995/96 spielte er für den SV Sandhausen in der Südstaffel der ab 1994 als dritthöchster Spielklasse eingeführten Regionalliga. Mit dem Verein aus der Kurpfalz trat er ebenfalls zweimal im deutschen Vereinspokal an.